# Tim Van Aelst
Tim Van Aelst (Kontich, 1978) is een Belgisch televisiemaker die vooral bekend is van Wat Als?, Safety First, Hoe zal ik het zeggen? en Benidorm Bastards. Daarnaast leidde hij productiehuis Shelter.

## Levensloop
Na zijn studies Geschiedenis aan de Universiteit Antwerpen zocht Van Aelst zijn heil in de Vlaamse televisiewereld. Hij bedacht en maakte met zijn team van zijn toenmalige productiehuis Toreador onder andere de eerste Tomtesterom en M!LF. De grote stap vooruit kwam er met de Vlaamse versie van het verborgen-cameraprogramma Trigger Happy. Tijdens de opnamen hiervan vatte hij het idee op om zelf een dergelijk programma te bedenken, wat later Benidorm Bastards zou zijn.
In 2011 kreeg hij een Internationale Emmy voor Benidorm Bastards (samen met Bart Cannaerts en Tom Baetens). Het programma werd verkocht aan 55 landen. In 2013 volgde de reeks Safety First. In november 2014 kreeg hij wederom een Internationale Emmy, ditmaal voor Wat Als?. Eerder dat jaar was had hij ook al een Gouden Roos gewonnen, de gouden medaille op het World Media Festival in Hamburg en de Rockie Award op het Banff World Media Festival in Canada. Het programma werd aan 15 landen verkocht.
Van 2009 tot 2022 leidde hij productiehuis Shelter dat hij stopzette in juli 2022.